# Phantasmagoria: The Visions of Lewis Carroll
Phantasmagoria: The Visions of Lewis Carroll seria um filme de terror psicológico com elenco formado por Marilyn Manson, Geoffrey Cox, e Anthony Silva. É dirigido por Marilyn Manson como parte de seu movimento de arte Celebritarian Corporation e sua estreia como um diretor cinematográfico. Foi produzido por Blue Light for Wild Bunch e tem orçamento estimado em $4.200.000. Nos principais cargos estariam Marilyn Manson como Lewis Carroll, a modelo inglesa Lily Cole como Alice, a atriz nomeada ao Globo de Ouro, Evan Rachel Wood como a outra personalidade de Alice e a vencedora britânica do Academy Award Tilda Swinton como a esposa dos sonhos de Lewis Carroll.
Em 2010 foi anunciado o cancelamento da realização do filme e não existe previsão de retomada do projeto.

## Enredo
O escritor Lewis Carroll passa a ser atormentado pela insônia e visões de uma garota cujo nome é Alice.

## Elenco
- Marilyn Manson como Lewis Carroll
- Lily Cole como Alice
- Evan Rachel Wood como a outra personalidade de Alice
- Tilda Swinton como a mulher dos sonhos de Lewis Carroll

## Equipe
- Lewis Carroll __ escritor original
- Geoffrey Cox __ escritos
- Benoît Debie __ cinematografia
- Ginger Fish __ composição
- Madonna Wayne Gacy __ composição
- Rob Holliday __ composição
- Steven Klein __ departamento de arte
- Marilyn Manson __ diretor, produtor, escritor e composição
- Alain de la Mata __ produtor
- Twiggy Ramirez __ composição
- Rudy __ efeitos especiais
- Anthony de Silva __ escritor
- Tim Skold __ composição
- Chris Vrenna __ composição

## Filme

### Pré-produção
O Script para o filme foi completado em dezembro de 2005.
Em dezembro de 2005 muito do design do filme já estava concluído e o filme já tinha um distribuidor.
Marilyn Manson diz:
- Era para ter sido filmado antes, mas Eat me, Drink Me se tornou absolutamente a minha prioridade. Agora, o filme será ainda mais adiado por causa da progressiva greve dos roteiristas em Hollywood, o que está afetando todas as atuais produções. Eu vou tentar, e recomeçar o filme no começo deste ano.
- Quando eu terminar minha turnê, farei o filme. Isso fará um filme melhor, porque eu me sinto mais forte fisicamente, mentalmente além de mais focado e confiante. Eu tenho mais ideias. Eu tive tempo para me distanciar do script, mas eu ainda o amo e eu mal posso esperar para fazer o filme. Está em um lugar até melhor agora, aparte da greve dos roteiristas, isso funcionou com a turnê então, parece que realmente vamos fazê-lo, não direi quanto porque filmes são muito imprevisíveis. Mas quando a turnê estiver encerrada, Maio, Junho eu não sei, mas na Europa, Praga, principalmente em Praga, talvez na Romania. Wild Bunch me apoia bastante e sempre acreditou em mim, eles querem que eu tenha tudo que preciso para fazer o melhor filme que posso fazer, e eu sinto que sou capaz de fazer o filme agora, então estou animado para fazer.

### Apresentação do personagem de Lewis Carroll
Marilyn Manson:
- Eu quero fazer a história infantil que todos conhecemos, e descobrir as raízes horripilantes que crescem abaixo de todos pelas suas metáforas infantis. O personagem pode ser abusado e envolto em quebra-cabeças, mas, o autor mesmo da história eu achei dolorosamente próximo de mim. Lewis Carroll é muito mais complexo que a visão estreita que o mundo tem dele como um diácono quieto, um matemático e um solitário, simplesmente obcecado em fotografar garotinhas. Ele foi possivelmente uma das mais divididas almas em seu próprio inferno que o mundo já observou.
- É sobre Lewis Carroll e como ele se tornou uma pessoa muito mais bizarra e elaborada que Marilyn Manson. Charles Dogson era seu nome de verdade, e ele foi uma pessoa torturada pela incapacidade de encontrar amor e felicidade em sua vida, e a sua história é uma grande depressão. É uma personalidade dividida _ uma pessoa que era surda do ouvido direito e canhoto. Ele era um matemático e artista, um padre em uma igreja que acreditava na evolução.
- Eu sinto como se um monte de coisas sobre sua personalidade são parecidas comigo. Sua criatividade vinha principalmente a noite. Ele era uma pessoa bem esquisita. No ano passado, pondo os scripts juntos, eu acredito que adotei muito de sua personalidade, por mal ou por bem. Eu descobri que Charles Dodgson, que se autodenominava Lewis Carroll, era mais criação do que suas próprias histórias. Ele era bem parecido com a história de Jekyll and Hyde [história que faz referência à bipolaridade]. Quanto mais eu me aprofundava, mais eu me dava conta de que era uma história de fantasmas, realmente. Ele era assombrado por seus próprios demônios e dividiu sua personalidade de muitas maneiras. Ele não conseguiu encontrar a felicidade, ele não teve família. Ele não dormia. Eu acho que ele estava vendo coisas. Você começa a ver as coisas diferentemente, coisas que pessoas normais não vêm _ coisas que eu já vi, novamente. Eu acho que eu sou, também, capaz de relatar tudo isso e colocar na telona.

### Redefinição do gênero do horror
Marilyn Manson determinou seu objetivo a este projeto para "redefinir o gênero do horror" e trazer de volta aos dias de Roman Polanski, Ingmar Bergman and Alfred Hitchcock. "É um tipo de retorno ao estilo Hitchcock, terror psicológico, levar sua mente ao estrago e as vezes o que você não vê aterroriza mais." "Eu não diria que será como um filme moderno de terror. Não seria como o que as pessoas estão acostumadas a ver com efeitos especiais. Eu conheço um mágico de quem estou requerendo os efeitos especiais. Eu não quero imagens geradas em computador. Eu quero uma câmera única, e então eu tenho o mágico que é o meu cara dos efeitos especiais. Eu apenas quero ser inconvencional sendo tradicional."
Marilyn Manson declarou que Phantasmagoria será "algo que as pessoas nunca viram e será filmado de um jeito que ninguém nunca fez" "Eu ainda tenho uma câmera que serei o primeiro a usar no cinema, e eu estou bem excitado com isso, é bastante único."
Ele sugeriu o uso de elementos sublimes para aumentar a categoria da emoção, mas ainda diz que irá mais longe "Eu farei um monte de coisas que acabaram por ser ilegais. Até que sejam, eu as farei. Eu acho que mudará a opinião das pessoas sobre filme de terror e eles perceberão que eles não são essencialmente à base de matança". "Eu devo acrescentar que as garotas representando Tweedledee e Tweedledum são gêmeas que terão um real e genuíno sexo entre si. Eu gosto de fazer sonhos se tornarem realidade."
O filme também foi vinculado a outros projetos como King Shot de Alejandro Jodoroswkye a um ainda não nomeado filme com Tilda Swinton.

### Produção
Atualmente, a produção de Phantasmagoria terá suas gravações começadas em Março de 2008 ou Junho depois da turnê de Marilyn Manson em seu sétimo álbum de estúdio.

### Localização
Originalmente, acreditava-se que Manson estava filmando na Irlanda e em Portugal como possíveis localizações. Marilyn Manson explica que "é uma mágica muito poderosa, um lugar estranho. Foi a minha primeira escolha para lugar de filmagem..." Recentemente, em 14 de janeiro de 2008 o show de rádio de Loveline with Dr. Drew and Stryler, Manson revela que ainda que incerto do local de filmagem, será mais do que Romênia.

### Trilha sonora
Marilyn Manson mencionou que a música foi baseada na partitura de Chris Vrenna originalmente criada para o American Mcgee's Alice. Ele trabalhar com Twiggy Ramirez, Tim Skold, Rob Holliday e Ginger Fish na trilha sonora original e ainda não divulgada das músicas de Marilyn Manson mas ele ainda diz que não quer se estender, já que tem outras responsabilidades, incluindo atuar e dirigir.
- É interessante que criemos cenas condizentes ao astral de cada música traduz. Está funcionando de uma maneira diferente do que você normalmente faria com um filme. Eu comecei fazendo músicas que acabaram não se ajustando em nenhuma das músicas dos meus álbuns ao longo dos anos, e eu meio que coloquei tudo junto. É muito mais cinematográfico.

Marilyn Manson menciona a possibilidade de haver ao menos uma música sua não lançada em seu filme: "Há uma música que é uma enorme influência no nome do filme: 'In Every Dream Home a Heartache' [Em cada sonho cadeiro, uma dor no coração] por Roxy Music, e isso será bem estranho porque é uma música dos anos 70 em um filme do século XIX."

## Promoção
Em uma conferência da emprensa para o filme no Festival Internacional de Filmes em Berlin em 2006, Marilyn Manson e Lily Cole exibiram um trailer de 5 minutos, pôsteres e ainda fotos por Steven Klein para cerca de 60 jornalistas. Foram, de forma geral, bem recebidos.

## Elementos secundários
- O título é retirado de uma famosa (mas rara de se encontrar) coleção de poemas originalmente publicada como "Rhyme and Reason" mas intitulada "Phantasmagoria" em edições posteriores. Twin Engine Publishing HB, Wild Press Books e Prometheus Books são algumas das editoras contemporâneas do livro.
- Phantasmagoria  é também o nome de shows de horror ao vivo envolvendo projeções em telas de fumaça que foram inventadas no século XVIII na França.
- O subtítulo foi retirado de "O Sonho da razão produze monstros" (1799), de Los Caprichos, por Francisco Goya.
- O filme toma lugar em 1859, 110 anos antes do nascimento de Marilyn Manson.